# Nora Jokhosha
Nora Jokhosha (* 18. April 1977 in Stendal) ist eine deutsche Schauspielerin, Synchronsprecherin sowie Hörspiel- und Hörbuchsprecherin.

## Leben
Nora Jokhosha ist in Berlin und Frankfurt am Main aufgewachsen. Ihr Schauspielstudium absolvierte sie 2000 bis 2004 an der Schauspielschule Bochum. Es folgten Engagements u. a. am Schauspielhaus Bochum, an den Wuppertaler Bühnen, auf Kampnagel in Hamburg, im Jungen Staatstheater Wiesbaden, im Volkstheater Frankfurt, im Gallus Theater Frankfurt sowie an den Landungsbrücken Frankfurt.
Seit 2004 spielte Nora Jokhosha in diversen Fernsehserien und TV-Filmen mit. 2011 gab sie in What a Man unter der Regie von Matthias Schweighöfer ihr Kinodebüt. Neben ihrer Arbeit als Schauspielerin arbeitet sie als Sprecherin u. a. für Hörbücher, Hörspiele, Dokus, Voice Over, Arte, ZDF.
Auch als Synchronsprecherin ist Jokhosha tätig. Der englischen Schauspielerin Felicity Jones lieh sie ihre deutsche Stimme, u. a. in den Kinofilmen Die Entdeckung der Unendlichkeit sowie in True Story – Spiel um Macht. In der deutschen Sprachfassung der kanadischen Fernsehserie Orphan Black synchronisiert sie die Schauspielerin Évelyne Brochu (Dr. Delphine Cormier).
Von 2014 bis 2016 war Nora Jokhosha regelmäßig als Isabelle „Isa“ Nagel in der ARD-Kinderserie Tiere bis unters Dach zu sehen.

## Filmografie (Auswahl)

### Kino
- 2001: Was geschah wirklich in Wuppertal
- 2011: What a Man
- 2014: Hin und weg
- 2015: Bruder vor Luder

### Fernsehen
- 2006–2011: Ein Fall für Zwei
- 2009: Der große Tom
- 2011: Rindvieh à la Carte
- 2011: Der Staatsanwalt
- 2012: Sechzehneichen
- 2012: Familie Undercover
- 2012: Grenzgang
- 2014: Männertreu
- 2014: SOKO 5113
- 2014: Rosamunde Pilcher
- 2014–2016: Tiere bis unters Dach
- 2016: In aller Freundschaft – Die jungen Ärzte (Fernsehserie, Folge Gewissensentscheidung)
- 2017: In aller Freundschaft (Fernsehserie, Folge Ab und zu ’ne kleine Rebellion)
- 2021: In aller Freundschaft – Die jungen Ärzte (Fernsehserie, Folge Herzwissen)

## Synchronrollen (Auswahl)

### Filme
- 2012: Lenora Crichlow als Shania Andrews in Fast Girls
- 2012: Johanna Braddy als Missy Solomon in The Collection – The Collector 2
- 2012: Michelle Jenner als Sara Lavrof in Tad Stones – Der verlorene Jäger des Schatzes!
- 2014: Felicity Jones als Jane Hawking in Die Entdeckung der Unendlichkeit
- 2015: Felicity Jones als Jill Barker in True Story – Spiel um Macht
- 2015: Ana de Armas als Bel in Knock Knock
- 2016: Felicity Jones als Juliette in Collide
- 2020: Jess Weixler als Judy Faulkner in Code Ava – Trained To Kill

### Serien
- 2012: Ami Koshimizu als Mao Jahana in Blood+
- 2012–2013: Kana Hanazawa als Ayase Shinomiya in Guilty Crown
- 2014: Nikki DeLoach als Heather Conner in CSI: Vegas
- 2014–2017: Evelyne Brochu als Delphine Cormier in Orphan Black
- 2017: Peri Baumeister als Gisela in The Last Kingdom
- 2017: Nathalie Kelley als Sybil in Vampire Diaries
- 2017: Nathalie Kelley als Cristal Flores Carrington (alias Celia Machado) in Der Denver-Clan
- 2020–2022: Sumire Morohoshi als Yuzu in Ghost in the Shell: SAC_2045
- 2020–2023: Susan Park in Snowpiercer als Jinju Seong
- 2024: Navy CIS als Dr. Carrie Moran für Krishna Smitha

## Hörspiel
- 2008: Zauberhafte Welt (Disney-Hörspiel)
- 2009: Sternenschweif (Kosmos Verlag)
- 2011: Narbenhaut 1 – Ein Instrument der Furcht (Innovative Fiction)
- 2012: Das Mal – Das Herz der Nebelwelt (Hurst Media Company)
- 2012: Das Mal – Das Tor des Wächters (Hurst Media Company)
- 2013: Hilfe, die kleine nervige Kimi wurde ins All entführt (rbb)
- 2016: Be my match - Das Dating-Experiment in Berlin

## Hörbücher (Auswahl)
- 2008: Hannah Montana (Walt Disney)
- 2009: Prinzessin Lillifee (Coppenrath Verlag)
- 2009: Wildernacht (der Hörverlag)
- 2010: Bella Sara (Random House)
- 2011: Es wird Dich rufen (Bluescreen Entertainment)
- 2011: Hannah Montana (Walt Disney)
- 2011: Prinzessin Lillifee und das kleine Einhorn (Coppenrath Verlag)
- 2014: Ausgeliefert in den Highlands (Audible)
- 2014: Deep Secrets (Audible)
- 2014: Eine unerwartete Erbschaft (Audible)
- 2014: Liebe macht Pink (Audible)
- 2014: Versprich mir den Himmel (Audible)
- 2018: Tochter der Götter – Glutnacht
- 2018: Tochter der Götter – Eismagie
- 2018: Tochter der Götter – Schattenweg
- 2020: Mary E. Pearson: Chroniken der Hoffnung (gemeinsam mit Maximilian Artajo), Lübbe Audio
- 2020: Anna Bell: AUF DICH WAR ICH NICHT VORBEREITET, Argon Verlag
- 2021: Katja Brandis: Die Macht der Eisdrachen (Audible)
- 2021: Valentina Fast: Gefährliche Liebe (Hörbuch-Download, Secret Academy 2, gemeinsam mit Sebastian Fitzner), Lübbe Audio, ISBN 978-3-8387-9567-6
- 2021: Hendrikje Balsmeyer & Peter Maffay: Anouk, die nachts auf Reisen geht, Hörbuch Hamburg, ISBN 978-3-7456-0329-3
- 2022: Emily Henry: Kein Sommer ohne dich, Argon Verlag
- 2023: Julia Kuhn: Verborgene Magie, Hörbuch Hamburg, ISBN 978-3-8449-3326-0 (Hörbuch-Download, Ravenhall Academy 1)
- 2024: Dani Atkins: Was die Sterne dir schenken, Argon Verlag, ISBN 978-3-7324-0905-1 (Hörbuch-Download)
- 2025: Mary E. Pearson: Dance of Thieves, Lübbe Audio, ISBN 978-3-7540-1744-9 (Die Chroniken der Hoffnung - Teil 1, mit Maximilian Artajo & Robert Frank)

## Videospiele
- 2006: Gothic 3[4]: Yasmin, Aila
- 2009: Anno 1404: Stimme von Helena Flores
- 2010: Arcania
- 2010: Die Siedler 7: Stimme von Prinzessin Zoe
- 2017: The Legend of Zelda: Breath of the Wild: Stimme von Mipha
- 2019: Anno 1800: Stimme von Prinzessin Quing
- 2020: Hyrule Warriors: Zeit der Verheerung: Stimme von Mipha